# José María Lassalle
José María Lassalle Ruiz (Santander, Cantabria, 23 de octubre de 1966) es un consultor, escritor, profesor universitario y expolítico español del Partido Popular. Ha desarrollado su trayectoria académica en varias universidades públicas y privadas españolas. Es director del Foro de Humanismo Tecnológico de ESADE y profesor de Filosofía del Derecho en la Universidad Pontificia de Comillas (ICADE). De 2016 hasta junio de 2018 asumió la secretaría de Estado de la Sociedad de la Información y Agenda Digital y anteriormente fue Secretario de Estado de Cultura entre 2011 y 2016 en ambos casos en los gobiernos de Mariano Rajoy. Es autor de numerosos ensayos y publicaciones académicas sobre pensamiento político y filosofía anglosajona. Es consultor privado y analista. Escribe en El País y La Vanguardia. También es colaborador de Las mañanas de RNE y Hoy por hoy de la SER. Es asesor de la consultoría Acento, lobby creado por el exministro socialista José Blanco.

## Biografía

### Formación y trayectoria académica
José María Lassalle es doctor en Derecho por la Universidad de Cantabria desde 1999. Obtuvo la calificación de sobresaliente cum laude por unanimidad por su tesis doctoral John Locke y los fundamentos modernos de la propiedad que defendió a los treinta y tres años. Inició su trayectoria profesional como investigador y profesor de la Universidad de Cantabria. Fue becario predoctoral (1996-1999) y postdoctoral (2000-01) dentro del programa de investigación y formación de profesorado de esta universidad. Entre 1996 y 2001 impartió clases dentro del área de Filosofía del Derecho que dirigía el catedrático Jesús Ignacio Martínez.
Profesor ayudante doctor en la Universidad Carlos III de Madrid de 2001 a 2003 dentro del área de Filosofía del Derecho dirigida por el catedrático Gregorio Peces-Barba. Entre 2002 y 2003 fue nombrado coordinador científico en el Centro de Estudios Hispánicos e Iberoamericanos de la Fundación Carolina del Ministerio de Asuntos Exteriores durante el gobierno del Partido Popular encabezado por José María Aznar. Durante este mismo periodo de tiempo fue jefe de Estudios del Colegio Mayor Isabel de España de la Universidad Complutense de Madrid. 
De 2004 a 2008 continuó su actividad académica como profesor de Sistemas Políticos Comparados en la Universidad CEU San Pablo. Posteriormente fue profesor en la Universidad Rey Juan Carlos de Madrid: primero, de Historia de las Ideas y de las Instituciones (2008-2010) y, luego, de Filosofía del Derecho (2010-2012). Desde 2019 es profesor de Teoría del derecho y Filosofía del derecho en la Universidad Pontificia de Comillas,  profesor del programa DBA in Management and Technology y del posgrado en Derecho y Data Analytics de la Business School of ICADE.

### Actividad profesional extra-académica
Colaborador en diversos medios de comunicación desde 1998 hasta la actualidad. Comenzó en El Diario Montañés del Grupo Vocento con una colaboración permanente hasta 2001 en su sección cultural bajo el título Fragmentos postmodernos. En 2002 entró como colaborador estable del Blanco y Negro Cultural del diario ABC y en el equipo editorial de este periódico bajo la dirección de José Antonio Zarzalejos e Ignacio Camacho López de Sagredo. Desde 2008 escribe en El País y, a partir de 2018, también en La Vanguardia. Desde septiembre de 2019 es colaborador semanal en Las mañanas de RNE y en el programa Hoy por Hoy de la Ser.
Actualmente es consultor privado y miembro de la Junta Directiva del Cercle d´economia de Barcelona. Fue miembro de la Comisión de expertos que asesora al Gobierno de España en la elaboración de la Estrategia Nacional sobre inteligencia artificial

### Actividad política

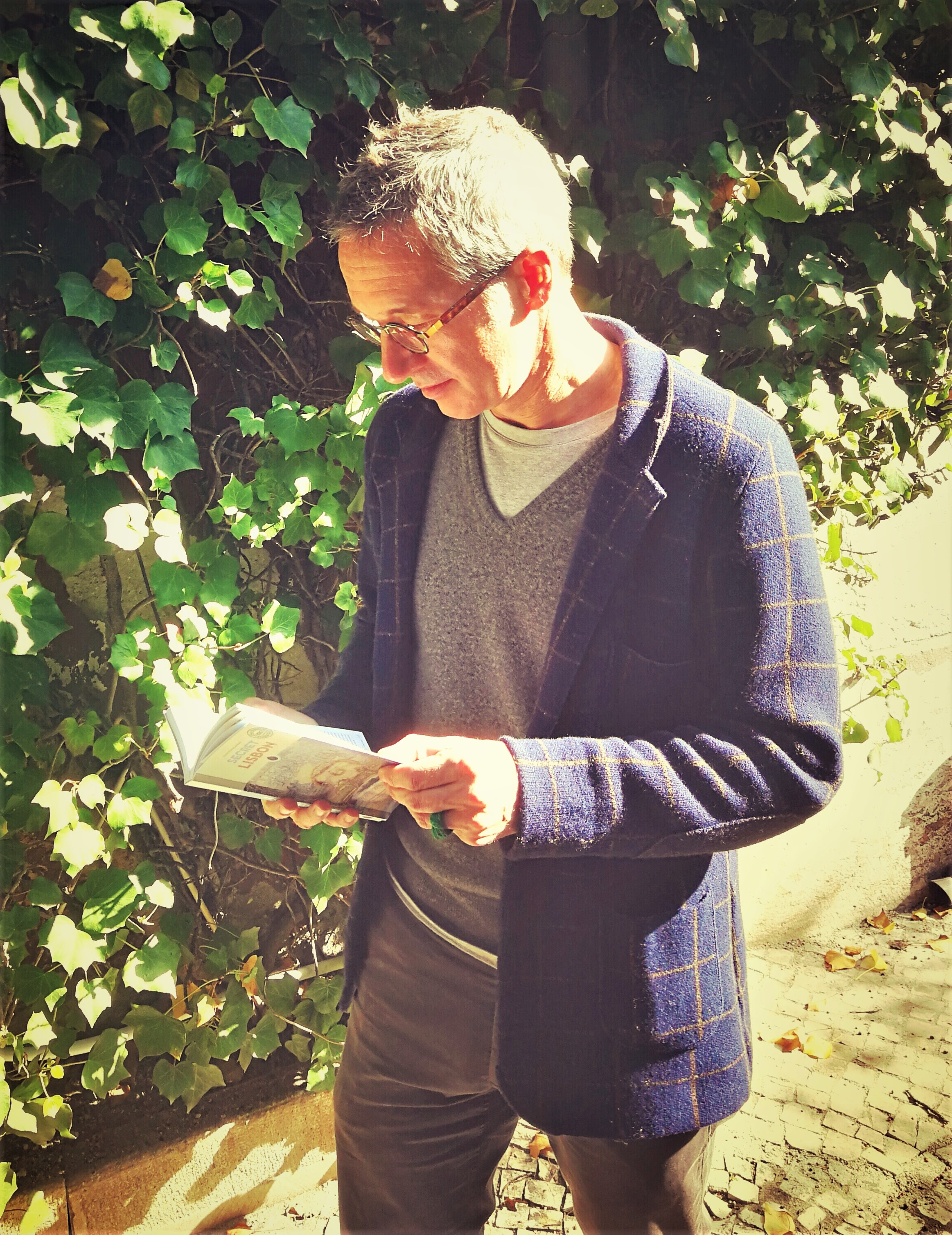
José María Lassalle en Lisboa

Fue nombrado director de la Fundación Carolina del Ministerio de Asuntos Exteriores en agosto de 2003, cargo que ejerció hasta marzo de 2004. 
Elegido diputado al Congreso por Cantabria en marzo de 2004, ha sido reelegido por esta circunscripción en 2008, 2011, 2015 y 2016. Ha sido portavoz del Grupo Parlamentario Popular en la Comisión de Cultura de 2004 a 2011. En noviembre de 2004 entró en el Comité Ejecutivo Nacional del Partido Popular presidido por Mariano Rajoy como secretario de Estudios, cargo que compatibilizó con el asesoramiento del presidente del partido en su gabinete de la sede nacional. En 2008 fue elegido Portavoz de Cultura del Grupo Parlamentario Popular y reelegido nuevamente dentro del Comité Ejecutivo con este mismo cargo en 2012. 
En diciembre de 2011 fue nombrado secretario de Estado de Cultura del Gobierno y en noviembre de 2016 fue nombrado Secretario de Estado para la Sociedad de la Información y la Agenda Digital, cargo que ocupó hasta el 19 de junio de 2018. Posteriormente, abandonó la política y formalizó su baja en el Partido Popular.

## Publicaciones

### Libros
- El liberalismo herido. Reivindicación de la libertad frente a la nostalgia del autoritarismo[3]. Arpa, Barcelona,2021.

- Ciberleviatán. El colapso de la democracia liberal frente a la revolución digital.[4][5][6] Arpa, Barcelona, 2019.

- Contra el populismo, Cartografía de un totalitarismo postmoderno. [7][8] Debate, Barcelona, 2017.[9]
- Liberales. Compromiso cívico con la virtud, Debate, Barcelona, 2010.
- Locke, liberalismo y propiedad, Servicio de Estudios del Colegio de Registradores de la Propiedad de España, Madrid, 2003.

- John Locke y los fundamentos modernos de la propiedad, Universidad Carlos III-Dykinson, Madrid, 2001.

### Artículos
- De archivos y olvidos: España ante su memoria democrática,[10] en Nueva Revista-Fundación Felipe González, núm. especial, junio de 2021.

- ¿Democradura?,[11] en Revista Ethic, número 52, mayo de 2021.

- Entre el vórtice y la mónada. Catalunya y España ante el reto de la diversidad integradora,[12] en Revista Idees. Número especial, noviembre, 2020
- Humanismo tecnológico o deshumanización. Barcelona como capital de la mediterraneidad digital,[13] en Papers Cercle, septiembre de 2020.

- Neofascismo de baja intensidad, por el momento,[14] en Barcelona Metrópolis, Dossier La ciudad después de la Pandemia, mayo, 2020

- Ciudadanía digital,[15] en #Apuntes Tecpol 1, noviembre de 2019
- España: lecciones de estabilidad,[16] en Política Exterior, núm. 191, sept-oct 2019.
- Hiperliderazgo: ¿De qué estamos hablando?,[17] en Letras Libres, núm. 219, agosto de 2019
- Hiperliderazgo: ¿De qué estamos hablando?,[18] en Antoni Gutiérrez-Rubí y Pol Morillas (coord.),  Hiperliderazgos, CIDOB-ideograma, CIDOB Report #04, Barcelona, mayo de 2019
- "Et in Esparta ego": Bolaño y la política, en Juan Antonio González Fuentes y Dámaso López García (coord.), Roberto Bolaño: estrella distante,[19] Renacimiento, Madrid, 2017.

- La libertad en Shakespeare y Cervantes,[20] en Letras Libres, Vol. 180, 2016.

- Las urgencias de la libertad,[21] en Nueva revista de política, cultura y arte, Vol. 156, 2016.

- Entre la luz maquiavélica y las sombras de la democracia,[22] en Revista de Estudios Políticos, Vol. 172, 2016.

- La cultura y el poder: ¿una afinidad electiva?,[23] en Letras Libres, Vol. 147, 2013

- Jovellanos ejemplar, en Boletín Jovellanista,[24] Vol. 12-13, 2013.
- La calidad democrática en España, conversación con Daniel Innenarity, en Joan Fuster Sobrepere, Ferriol Sòria Ortíz y Jaume Claret Miranda (coord.), 10 diálogos para la calidad democrática,[25] Milenio, 2012.

- Más allá de la oferta y la demanda, en Claves de la razón práctica, Vol. 206, 2010.

- Etiópicas del S.XXI,[26] en Revista de Occidente, Vol. 352, 2010.

- Apuntes para un centenario. Isaiah Berlin, cien años,[27] en Revista de Occidente, 2009.

- La bitácora de un reencuentro: Isaiah Berlin, entre Moscú y Leningrado,[28] en Turia. Revista Cultural, núm. 84, noviembre de 2007-febrero de 2008, pp. 123-139.
- Hamlet en Oxford. Las encrucijadas liberales de Isaiah Berlin,[29] en Cuadernos de pensamiento político, núm. 16, octubre-diciembre de 2007, pp- 231-257.
- De crepúsculos y auroras: una lectura pictórica sobre Tocqueville, en Alexis de Tocqueville, libertad, igualdad, despotismo, AA.VV, coordinador Eduardo Nolla, FAES, 2007, pp. 269-288.[30]
- John Stuart Mill: un liberal de frontera, en Cuadernos de pensamiento político, núm. 13, enero-marzo de 2007,[31] pp. 221-239.
- Un titán del liberalismo: Jean-François Revel,[32] en Turia. Revista Cultural, núm- 80, noviembre de 2006-febrero de 2007, pp. 155-161.
- India. De ceros y unos al infinito, en Política Exterior,[33] núm. 112, julio-agosto de 2006, pp. 85-98
- Ernst Jünger: una heterodoxia europea, en Ernst Jünger y sus pronósticos del Tercer Milenio,[34] AA.VV, coordinado por Henning Wegener, Editorial Complutense, Madrid, 2006, pp. 137-140.
- El hilo de la libertad, en Cuadernos de pensamiento político,[35] núm. 5, enero-marzo de 2005, pp. 167-178.
- Bajo el volcán de la democracia,[36] en Nueva Revista, núm. 95, septiembre-octubre de 2004, pp. 25-42.
- Dos legitimidades, dos imperios: Austria-Hungría y los Estados Unidos,[37] en Revista de Occidente, núm. 278-279, julio-agosto de 2004, pp. 39-67.
- Stefan Zweig o el liberalismo como destino, en Revista de Occidente, núm. 262,[38] pp. 49-82, 2003
- Del Robinson Crusoe al Corazón de las tinieblas: una reflexión sobre la propiedad a través de la literatura,[39] en Homenaje a Luis Rojo Ajuria. Escritos jurídicos, AA.VV, Universidad de Cantabria, Santander, 2002.
- Ernst Jünger: un pensador entre la utopía y la estética de la violencia,[40] en Trasdós. Revista del Museo de Bellas Artes de Santander, núm. 3, 2001, pp. 150-167.
- La emboscadura aristocrática de Ernst Jünger,[41] en Edades, vol. 7, primer semestre 2000, pp. 83-100.
- El realismo heroico de Ernst Jünger, en Edades,[42] vol. 5, primer semestre 1999, pp. 123-136.
- Luis Díez del Corral. La imagen de un artista del derecho, en Actas del III y IV Congreso de la Asociación de Estudios Japoneses de España, Asociación de Estudios Japoneses de España, Madrid, 1999.

## Artículos en prensa
- El País
- La Vanguardia

## Entrevistas y conversaciones
- Entrevista a José María Lassalle, Revista Ethic, núm.48, enero de 2021
- Conversaciones de la Pandemia 3. Entrevista de Pedro Vallín. La Vanguardia, 18 de marzo de 2020.
- Entrevista de Pablo Iglesias a José María Lassalle. Otra vuelta de tuerka, 11 de octubre de 2019
- Entrevista de Esteban Hernández a José María Lassalle. El confidencial, 9 de junio de 2019
- Entrevista de Lucía Méndez a José María Lassalle. El mundo, 3 de junio de 2019
- Entrevista de Pedro Vallín a José María Lassalle. La Vanguardia, 26 de mayo de 2019
- Conferencia de José María Lassalle en el Cercle d´Economia. 4 de abril de 2019
- La reforma de la Constitución: cara a cara entre Errejón y Lassalle. La Vanguardia, 6 de diciembre de 2018
- Ferran Mascarell y José María Lassalle, en "Preguntes freqüents". TV3, 17 de noviembre de 2018
- Ciutat Oberta. Biennal de Pensament: José Maria Lassalle. Ayuntamiento Barcelona. Barcelona.cat. Octubre 2018
- Mongolia charla con.... José María Lassalle. 16 de enero de 2018
- Entrevista a José María Lassalle sobre la crisis catalana. La Vanguardia. 25 de septiembre de 2017
- Los desayunos de TVE. 10 de febrero de 2016
- Conversación entre José María Lassalle e Íñigo Errejón. Moderada por Enric Juliana. La Vanguardia, 30 de marzo de 2015